# Власий (Лавриотис)
Епи́скоп Вла́сий (греч. Επίσκοπος Βλάσιος, в миру Вла́сиос Лаврио́тис греч. Βλάσιος Λαυριώτης; 1919, Османская империя — 3 июня 1985, Лион) — архиерей Константинопольской православной церкви, епископ Клавдиопольский (1978—1985), викарий Галльской митрополии.

## Биография
Родился в 1919 году в Османской империи.
Окончил богословский институт Афинского университета.
15 октября 1978 года был хиротонисан во епископа Клавдиопольского, викария Галльской митрополии.
Скончался 3 июня 1985 года в Лионе, во Франции.